# Mainedistriktet
Mainedistriktet (engelska: District of Maine) var från 1778 ett distrikt i delstaten Massachusetts i USA. Det upplöstes i samband med Missourikompromissen, och blev den 15 mars 1820 i stället den amerikanska delstaten Maine.